# Maccaffertium sinclairi
Maccaffertium sinclairi is een haft uit de familie Heptageniidae. De wetenschappelijke naam van de soort is voor het eerst geldig gepubliceerd in 1979 door Lewis.
De soort komt voor in het Nearctisch gebied.